# جون ستيفنز (عازف جاز)
جون ستيفنز (بالإنجليزية: John Stevens)‏ هو عازف جاز بريطاني، ولد في 10 يونيو 1940 في برينتفورد في المملكة المتحدة، وتوفي في 13 سبتمبر 1994 في إيلنغ في المملكة المتحدة.

## وصلات خارجية
- جون ستيفنز على موقع ميوزك برينز (الإنجليزية)
- جون ستيفنز على موقع إن إن دي بي (الإنجليزية)
- جون ستيفنز على موقع أول ميوزيك (الإنجليزية)
- جون ستيفنز على موقع ديسكوغز (الإنجليزية)
- جون ستيفنز على موقع ديسكوغز (الإنجليزية)